# Велики Комор
Велики Комор је насељено место у саставу општине Маче у Крапинско-загорској жупанији, Хрватска. До територијалне реорганизације у Хрватској налазио се у саставу старе општине Златар-Бистрица.

## Становништво
На попису становништва 2011. године, Велики Комор је имао 397 становника.

## Попис1991.
На попису становништва 1991. године, насељено место Велики Комор је имало 489 становника, следећег националног састава:
| Попис 1991.‍ | Попис 1991.‍ | Попис 1991.‍ | Попис 1991.‍ | Попис 1991.‍ |
| ----------- | ----------- | ----------- | ----------- | ----------- |
|             |             |             |             |             |
| Хрвати      | Хрвати      |             | 482         | 98,56%      |
| Југословени | Југословени |             | 7           | 1,43%       |
| укупно: 489 |             |             |             |             |